# Dercen
Dercen (ukránul: Дерцен (Dercen), oroszul: Дриcина (Driszina)) falu Ukrajnában, Kárpátalján, a Munkácsi járásban.

## Fekvése
Dercen, az egyik legnépesebb kárpátaljai magyar község, Munkácstól délre, a Szernye-mocsár északi részén, a Kerek-hegy lábánál fekszik. Munkács ide 14 km, Beregszász 18 km. A település 2 km hosszú bekötőúttal kapcsolódik az Ungvár-Munkács-Beregszász-Rahó országúthoz. A falutól északra 4 km-re találjuk Alsókerepec ruszin-ukrán falut, keletre, szintén 4 kilométernyi távolságra a magyarok által lakta Fornost. Gát község innét délre, Beregszász irányában található (3 km).

## Nevének eredete
Neve a régi magyar Derse személynévből származik, úgy, hogy annak latin Dersynum alakja változott helynévvé.

## Története
A község és környéke régóta lakott. A hatvanas évek közepén, a mai falutól kb. 800 m távolságra levő téglagyár mögött, a Pontyos-patak (ma: Kerepec-, Koropec-patak) bal partján, egy agyagbánya megnyitása közben régi település maradványaira találtak. Az ungvári egyetemről kijött régészcsoport Mihajlo Potusnyák vezetésével ennek egy részét feltárva, a leletek kerámiaanyaga alapján e régi települést a tiszapolgári kultúra (i. e. IV–III. évezred) körébe sorolta. „A neolitikum késő, vaskori időszakára datált korabeli helység életviszonyai a matriarchátus jegyeire utalnak” – írta M. Potusnyák cikkében. Maga a jelenkori falu viszont honfoglalás kori eredeteket mutat.Fodor Géza (2003): Fejezetek Dercen múltjából - 
Fodor
Géza és Fodor-Balogh Jolán kutatásai szerint a faluról, Dersyn alakban már egy
1067-ben kiállított latin nyelvű oklevél XIII. századi másolatában is
olvashatunk. 
1321-ben Derzen néven említik először. A Szernye-tó északi szélén fekvő község már a 13. században népes falu volt.
A 14. században királynéi birtok, és ekkor már temploma is volt, melynek lelkészét 1321-ben említették is az oklevelek.
Lehoczky
Tivadar Bereg vármegye monográfiájában a következőket írta Dercenről: „Magyar
helység a munkácsi járásban, 158 lakházzal, 1466 lélekkel (1880-ban), és
Pusztakerepeczczel (a mai Alsókerepec Dercenhez tartozott, ekkoriban elenyésző,
13-15 fős, lakossággal) együtt 7805 holdnyi tértartalommal, fekszik kellemes,
lapályos, a Szernye-tó északi szélén, az e felett emelkedő szőlővel beültetett
kerek hegy alján.
A falu lakosai a reformáció kezdetétől reformátusok. A derceni református
egyházközség 1560 körül keletkezett és Petrovics Péter munkácsi várkapitány
támogatásával, valószínűleg Kálmáncsehi Sánta Márton alapította. Kezdettől
a Beregi Egyházmegyéhez tartozott. Az egyházi élet megerősítésében jelentős
szerepet játszott a Dercsényi család. 1601-ben a szomszédos Fornos és
Alsókerepec már Dercen leányegyháza volt. 1770-1777 között Szathmári Sámuel
lelkészsége alatt kezdték el az anyakönyvek vezetését. 1884. július 31-én Bakcsy Gyula lelkész
szolgálata alatt járt először püspök a gyülekezetben Révész Imre személyében.
Az 1700-as évek elején Tóth Antal nevű gazda szántás közben a falu határában
lévő kerekhegyen egy harangot talált, mely kb. a XIII. században készülhetett.
Ez a harang ma is a toronyban hirdeti Isten dicsőségét. 1810-1814 között épült a Gyülekezet
temploma Fischider Mátyás tervei alapján. Ez egy szép arányú, klasszicista
stílusjegyeket hordozó, magyaros, egyhajós templom. A 38 méter magas tornyot
1823-ban építették hozzá.
A 17. században Forgách család, Forgách Antal birtoka volt, akinek birtokait a Rákóczi-szabadságharcban való részvétele miatt 1711 után elkobozták. Később birtokait a gróf Schönborn család kapta meg.
I. Ferenc király (1792-1835) 1793. november 28-án
Bécsben keletkezett okirattal azon érdemekért, amelyet Weisz János a korona és
az ausztriai ház iránt tanúsított, és hűséges szolgálatai által szerzett,
jutalmul nagy birtokrészt kapott. Mivel Bégányi Lénárd utódok nélkül halt meg,
a kincstárra szállt jövedelme, jószágai, valamint bégányi és barabási birtoka,
ezek a királyi rendelet szerint a zempléni főorvos, Weisz tulajdonába kerültek.
Továbbá a Thököly-féle forradalomban való korábbi részvétele miatt Bay
Mihálytól a hűtlensége miatt elkobzott derceni részeket, a hozzá tartozó nemesi
jogokkal együtt szintén Weisz János és fiúörökösei kapták meg örökjoggal. A
király egyben megengedte, hogy a család derczeni Dercsényinek neveztessen. Előbb Podheringen (1800),
aztán Kovászón (1809), 1825-ben pedig a Dercenhez tartozó Pusztakerepecen
építettek timsógyárat. 1814-ben „császári és királyi tanácsos” címet kapott
Dercsényi János Bécsből, mivel 1 millió forintot tartott az országban, amit
idegen timsó behozataláért kellett volna fizetnie a Monarchiának. A Róma
mellett fekvő tolfai timsó mellett a dercsényi-félét tartották a legjobbnak
Európában. Mindezek mellett a muzsalyi aranybánya is a derczeni Dercsényieké
volt.
A világháborúk között híres dalárdája a Kárpátaljai Gyöngyösbokréta volt.
A település népi építészetének emlékei a 20. század közepén még láthatók voltak, és ekkor még a lakosai közül sokan jártak népviseletben is.
A környék temetőinek jellegzetessége volt a sírverses fejfa. A Kerek-hegyen lévő temetőjében sok sírverses fejfa volt.
Ma magyar nyelvű középiskola működik itt.
1910-ben 2025, többségben magyar lakosa volt, jelentős ruszin kisebbséggel. A trianoni békeszerződésig Bereg vármegye Munkácsi járásához tartozott. Ma 2994 lakosa van, akik mind magyarok.
2020-ig Fornos tartozott hozzá.

## Népesség
A 2800 lakosú Dercen napjainkban a munkácsi járás legnagyobb magyar faluja. A Szernyehát egészén is csak némileg Gát előzi meg lélekszámát tekintve. Bevándorolt „nemzetiségei” együttesen alig érik el a 2%-ot. Zsidó származású lakosai a 90-es évek elején véglegesen kivándoroltak. Felekezetileg is egységes: 96%-ban református vallású. Fodor Géza (2003): Fejezetek Dercen múltjából - 

## Nevezetességek
- Református temploma - 1809-ben épült, klasszicista, romantikus stílusban a korábbi fatemplom helyén.

Az egyhajós templomnak homlokzat előtti, háromszintes, gúlasisakos tornya háromszögű oromzatokkal kapcsolódik a főhomlokzathoz.
Kazettás, síkmennyezetű hajóját fakarzat övezi.
- Római katolikus temploma - 1737-ben romos állapotban állott.
- Itt született 1902. március 23-án Mohy Sándor  erdélyi magyar festőművész (meghalt Kolozsváron 2001. augusztus 11-én).